# 黑彼得

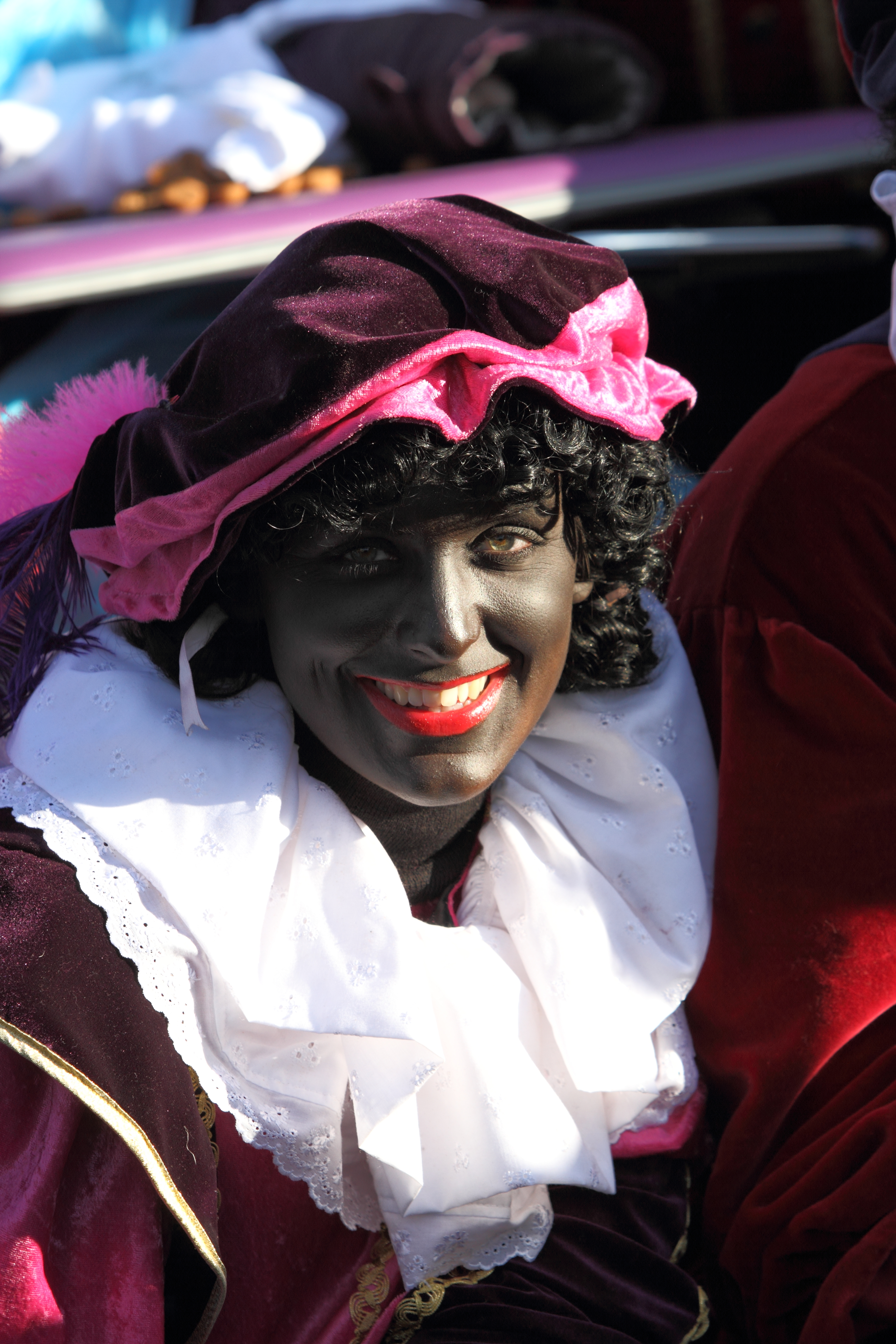

在低地國家（荷蘭、比利時與盧森堡）的民間傳說中，黑彼得（荷蘭語：Zwarte Piet，讀音ⓘ）是聖誕老人的隨從。黑彼得被認為是一個摩爾人，來自西班牙，傳統上以黑人的形象出現，而他的扮演者也一般會戴上黑色面具並穿上文藝復興時期的服裝。

## 慶典
在荷蘭的12月5日，比利時的12月6日，稱為聖誕老人之夜（Sinterklaas-avond），他們相信在那天晚上，黑彼得會幫助聖誕老人，分送糖果跟禮物給乖小孩。12月6日則是聖尼古拉節。
在聖誕老人之夜（Sinterklaas-avond）的前幾週，聖誕老人會搭乘一艘自西班牙馬德里出發的船，抵達荷蘭的港口，民眾會舉辦遊行來歡迎他。黑彼得在遊行中的工作，主要是取悅小孩子。當聖誕老人拜訪商店、學校以及其他地方時，他會分送糖果與Pepernoot給那些聖誕老人遇到的小孩子。

## 歷史
黑彼得的傳說，起源自中世紀，聖尼古拉降伏惡魔，將他們收為助手的傳說。1850年，荷蘭教育家與作家Jan Schenkman所著的繪本《聖尼可拉斯與他的幫手》（St. Nicolaas en zijn Knecht）中，首次將聖尼古拉的助手，描寫為非洲裔黑人的黑臉紅唇外形，形成黑彼得的原型。黑彼得的外型設定，一般相信，與當時盛行的非洲黑奴買賣有關。

## 爭議
近年來，因為涉及種族歧視等議題，這個角色成為了許多爭議的焦點，尤其是在荷蘭。